# Episodi de Il sarto (prima stagione)
La prima stagione della serie televisiva drammatica turca Il sarto (Terzi), composta da 7 episodi, è stata distribuita sulla piattaforma di streaming Netflix il 2 maggio 2023.
| nº | Titolo originale | Titolo italiano | Pubblicazione Turchia | Pubblicazione Italia |
| -- | ---------------- | --------------- | --------------------- | -------------------- |
| 1  | 1. Bölüm         | Episodio 1      | 2 maggio 2023         | 2 maggio 2023        |
| 2  | 2. Bölüm         | Episodio 2      | 2 maggio 2023         | 2 maggio 2023        |
| 3  | 3. Bölüm         | Episodio 3      | 2 maggio 2023         | 2 maggio 2023        |
| 4  | 4. Bölüm         | Episodio 4      | 2 maggio 2023         | 2 maggio 2023        |
| 5  | 5. Bölüm         | Episodio 5      | 2 maggio 2023         | 2 maggio 2023        |
| 6  | 6. Bölüm         | Episodio 6      | 2 maggio 2023         | 2 maggio 2023        |
| 7  | 7. Bölüm         | Episodio 7      | 2 maggio 2023         | 2 maggio 2023        |